# Minoru Sano
Minoru Sano (佐野稔?, Sano Minoru; 3 giugno 1955) è un ex pattinatore artistico su ghiaccio giapponese, specializzato nel singolo.

## Biografia
Sano ha iniziato a pattinare quando frequentava il primo anno delle Scuole Elementari. Il suo allenatore è stato Shoichiro Tsuzuki. Per potersi allenare con lui il giovane Sano, che è nato nella Prefettura di Yamanashi, ha lasciato la sua famiglia e si è trasferito a Tokyo.
Iniziando nel 1972, ha vinto cinque edizioni consecutive del Campionato nazionale giapponese. Un momento fondamentale per la sua carriera è stato partecipare a una gara in Unione Sovietica. Nell'occasione Sano e il suo allenatore hanno potuto osservare da vicino i pattinatori russi e ragionare su cosa gli serviva per alzare il livello del suo pattinaggio sia dal punto di vista tecnico che da quello artistico. Ad aiutare Sano a migliorare le figure obbligatorie, il suo punto debole, è stato Nobuo Sato.
Al Campionato del mondo del 1977 Sano si è classificato 7° nelle figure obbligatorie e 5° nel programma corto. La gara si è conclusa con il programma libero, vinto da Sano grazie all'esecuzione di sette salti tripli di cinque tipi diversi, questo in un'epoca in cui la maggior parte dei pattinatori eseguiva non più di uno o due tripli. La prestazione gli ha consentito di salire fino al terzo posto della classifica generale e di diventare il primo pattinatore asiatico a vincere una medaglia mondiale. In seguito al suo successo Yoshihaki Tsutsumi, proprietario dei Prince Hotel, ha deciso di realizzare Prince Ice World, il primo spettacolo su ghiaccio giapponese, con Sano come protagonista.
Dopo aver lasciato le gare Sano ha iniziato a lavorare come commentatore per la televisione giapponese e come allenatore.

## Palmarès
| Internazionali            | Internazionali | Internazionali | Internazionali | Internazionali | Internazionali | Internazionali | Internazionali |
| Evento                    | 1970–71        | 1071–72        | 1972–73        | 1973–74        | 1974–75        | 1975–76        | 1976–77        |
| ------------------------- | -------------- | -------------- | -------------- | -------------- | -------------- | -------------- | -------------- |
| Giochi olimpici invernali |                |                |                |                |                | 9°             |                |
| Campionati mondiali       |                |                | 14°            | 8°             | 10°            | 7°             | 3°             |
| Skate Canada              |                |                |                | 3°             | 2°             |                |                |
| Prize of Moscow News      |                |                |                |                | 3°             |                |                |
| Nazionali                 |                |                |                |                |                |                |                |
| Campionati giapponesi     | 3°             | 2°             | 1°             | 1°             | 1°             | 1°             | 1°             |